# びゅうヴェルジェ安中榛名

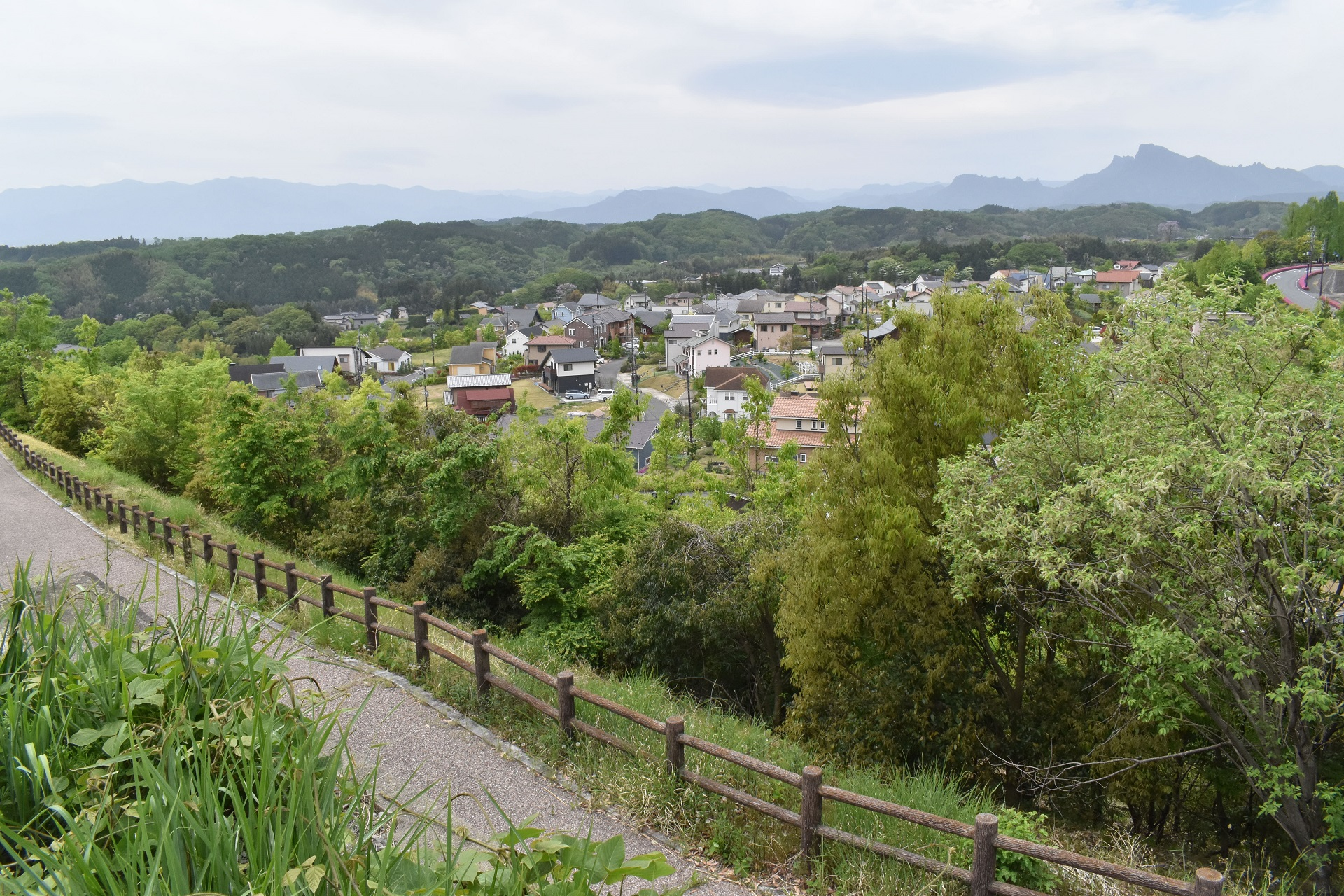
北側の高台からの眺望（2017年5月）。右側の山は妙義山

びゅうヴェルジェ安中榛名（びゅうヴェルジェあんなかはるな、View Verger Annaka-haruna）は、群馬県安中市秋間みのりが丘地内、北陸新幹線安中榛名駅前にて分譲販売されていた、日本初の新幹線駅直結型の定住型リゾートシティ（ニュータウン）。

## 概説

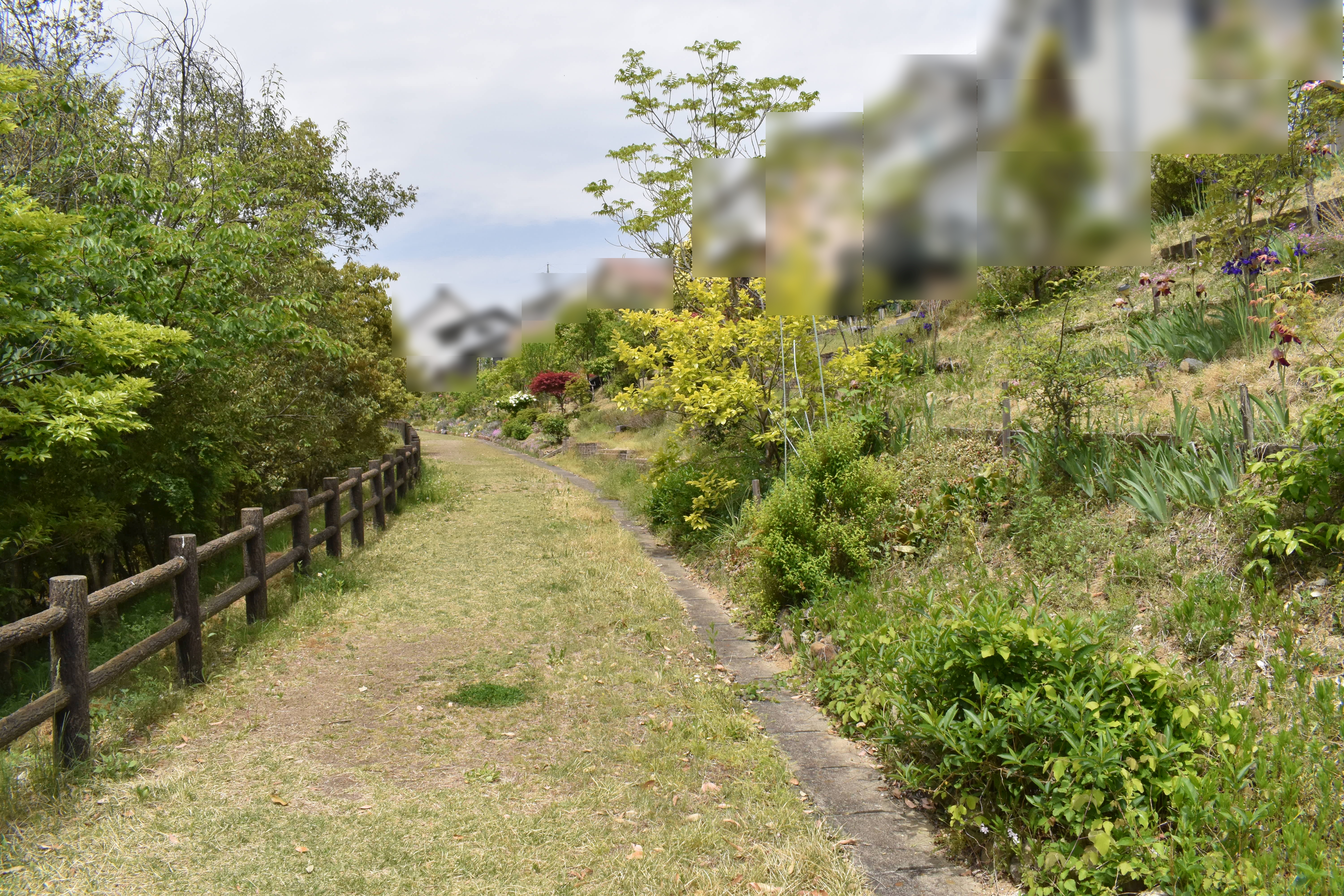
遊歩道

びゅうヴェルジェ安中榛名は、群馬県と安中市が推進する北陸新幹線・安中榛名駅前の周辺整備計画に基づいて、東日本旅客鉄道（JR東日本）が駅前に広がる約48.7ヘクタールの土地を購入し、1999年（平成11年）11月から宅地造成工事が開始された。総区画数は601区画で、2016年（平成28年）6月末に完売した。

### 事業主
- JR東日本[1]
- 鉄道建設[1]
- 西松建設[1]

販売代理は東急リバブル。2003年（平成15年）9月28日に街びらきイベントを行い、10月14日から分譲販売が開始された。「一番街」「三番街」「五番街」の順に分譲販売が行われ、2007年（平成19年）秋からは「四番街」の申込み受付けが開始された。
1区画相当の宅地面積は新幹線通勤、別荘、定住型等、多種多様なニーズに対応できるよう、330 - 990平方メートルが用意されている。販売方法は建築条件付き宅地販売、建築条件なし宅地販売、宅地・建物一体型販売のいずれかが選択できる。